# Ženský Pohár Amerického Fotbalu 2015
La Ženská Pohár Amerického Fotbalu 2015 è stata la 1ª edizione del campionato di football americano femminile di primo livello, organizzato dalla ČAAF.

## Squadre partecipanti
| Club              | Città | Stadio | Sponsor ufficiale |
| ----------------- | ----- | ------ | ----------------- |
| Brno Amazons      | Brno  |        |                   |
| Prague Black Cats | Praga |        |                   |
| Prague Harpies    | Praga |        |                   |

## Stagione regolare

### Calendario

#### 1ª giornata
| Praga 13 settembre 2015, ore 16:00 | Prague Black Cats | 32 – 6 (6-0 20-6 6-0 0-0) referto | Prague Harpies | Slavia (348 spett.)\| Arbitro: \| Klimeš \| |
| Arbitro:                           | Klimeš            |                                   |                |                                             |

#### 2ª giornata
| Praga 19 settembre 2015, ore 18:00 | Prague Harpies | 6 – 13 (0-0 0-6 6-0 0-7) referto | Brno Amazons | Motorlet (100 spett.)\| Arbitro: \| Janhuba \| |
| Arbitro:                           | Janhuba        |                                  |              |                                                |

#### 3ª giornata
| Brno 27 settembre 2015, ore 14:00 | Brno Amazons | 30 – 24 (12-6 0-0 6-12 12-6) referto | Prague Black Cats | Ragby Bystrc (321 spett.)\| Arbitro: \| Martinček \| |
| Arbitro:                          | Martinček    |                                      |                   |                                                      |

#### 4ª giornata
| Praga 4 ottobre 2015, ore 12:00 | Prague Black Cats | 24 – 6 (6-6 6-0 12-0 0-0) referto | Brno Amazons | Slavia (230 spett.)\| Arbitro: \| Frehar \| |
| Arbitro:                        | Frehar            |                                   |              |                                             |

#### 5ª giornata
| Praga 17 ottobre 2015, ore 12:00 | Prague Harpies | 6 – 42 (0-12 0-12 0-6 6-12) referto | Prague Black Cats | Motorlet (165 spett.)\| Arbitro: \| Hubálek \| |
| Arbitro:                         | Hubálek        |                                     |                   |                                                |

#### 6ª giornata
| Brno 25 ottobre 2015, ore 14:00 | Brno Amazons | 6 – 12 (6-0 0-6 0-0 0-6) referto | Prague Harpies | Ragby Bystrc (223 spett.)\| Arbitro: \| Dvořáček \| |
| Arbitro:                        | Dvořáček     |                                  |                |                                                     |

### Classifica
La classifica della regular season è la seguente:
- PCT = percentuale di vittorie, G = partite giocate, V = partite vinte,  P = partite perse, PF = punti fatti, PS = punti subiti

| Pos. | Squadra           | PCT   | G | V | N | P | PF  | PS |
| ---- | ----------------- | ----- | - | - | - | - | --- | -- |
| 1    | Prague Black Cats | 1.000 | 4 | 3 | 0 | 1 | 122 | 48 |
| 2    | Brno Amazons      | .500  | 4 | 2 | 0 | 2 | 55  | 66 |
| 3    | Prague Harpies    | .000  | 4 | 1 | 0 | 3 | 30  | 92 |

## Playoff

### I Rose Bowl
| Praga 7 novembre 2015, ore 14:00 | Prague Black Cats | 24 – 14 (12-6 0-0 6-0 6-8) referto | Brno Amazons | Slavia (438 spett.)\| Arbitro: \| Frehar \| |
| Arbitro:                         | Frehar            |                                    |              |                                             |

## Verdetti
- Prague Black Cats Campionesse della Repubblica Ceca 2015